# Niaqornaarsuk (montagna)
Il Niaqornaarsuk è una montagna della Groenlandia di 876 m. Si trova a 60°18′N 44°41′W; appartiene al comune di Kujalleq.